# 墨洛维
墨洛维（法語：Mérovée，411年—458年），半神話的法蘭克王國墨洛温王朝國王（450年—458年在位）。据信他作为日耳曼人主要的军队指挥者在卡塔隆平原之战中与罗马军事统帅埃提乌斯并肩作战，击败了匈人领袖阿提拉。
据图尔的格里高利，墨洛维是法兰克领袖克洛迪奥的后代。相傳是萨利安法兰克人的墨洛温王朝的始創人（也有认为是其父克洛迪奧或其子希尔德里克一世或其孙克洛维一世建立的），墨洛溫王朝是以墨洛維的名字命名。
有人认为，墨洛维指的是荷兰境内的梅尔韦德河（Merwede），故名梅尔维河（Merwe）或梅若维河（Merove），曾是法兰克人的居住地。

## 生平与传说
歷史上關於墨洛維的記載大多已經神化半神化，至于是否为克洛迪奥后代也不确定，根據弗萊德加編年史記載，墨洛維是克洛迪奧的妻子的兒子，父親是一位海神。
罗马史家普利斯库斯写道，阿提拉向法兰克人发动战争是因为他们国王的死和其后嗣们在继承权上的分歧，年长者与阿提拉结盟，年轻者与埃提乌斯结盟。由于克洛迪奥在阿提拉入侵前去世，这似乎表明墨洛维实际上是克洛迪奥之子。
一些學者指出，法蘭克人的酋長墨洛維，可能是法蘭克人在皈依基督教前崇拜的某個神或半神半人。
墨洛维死于458年。他的配偶未知，只知道有一子：后来的法兰克国王希尔德里克一世。
| 墨洛维墨洛温王朝出生于：411年逝世於：458年 | 墨洛维墨洛温王朝出生于：411年逝世於：458年 | 墨洛维墨洛温王朝出生于：411年逝世於：458年 |
| ------------------------------------------ | ------------------------------------------ | ------------------------------------------ |
| 前任者： 克洛迪奥                          | 萨利安法兰克国王 450年—458年               | 繼任者： 希尔德里克一世                    |